# Niels Arden Oplev
Niels Arden Oplev (26 de março de 1961) é um cineasta, argumentista e produtor de televisão dinamarquês.

## Biografia
O seu primeiro filme Portland entrou no 46.º Festival Internacional de Cinema de Berlim.
Oplev realizou em 2009 Män som hatar kvinnor, um filme sueco baseado no romance homónimo de Stieg Larsson, o qual venceu a aclamação da crítica internacional. O filme bateu recordes de bilheteira na Europa, arrecadando mais de 100 milhões de dólares (c. 77 milhões de euros). A sua decisão de não prosseguir com a realização das segunda e terceira partes da trilogia Millennium deve-se à decisão dos produtores, aquando da assinatura do contrato de realização, que queriam que as sequelas fossem rodadas para a televisão, e não para o cinema.
Entre os seus projetos futuros conta-se a realização de The Keep, baseado no romance homónimo, e de Good People, baseado num romance do americano Marcus Sakey.

## Filmografia

### Cineasta
- Nøgen (1992, curta-metragem)
- Portland (1996)
- Headbang i Hovedlandet (1997, documentário de TV)
- Taxa (1998, série)
- Rejseholdet (2000, série)
- Fukssvansen (2001)
- Forsvar (2003, série)
- Ørnen: En krimi-odyssé (2004, série)
- Drømmen (2006)
- To verdener (2008)
- Män som hatar kvinnor (2009)
- Unforgettable (2011, série)
- Dead Man Down (2013)
- Under the Dome (2013, série)
- Kapgang (2014)
- Flatliners (2017)
- Daniel (2019)

### Argumentista
- Nøgen (1992, curta-metragem)
- Portland (1996)
- Headbang i Hovedlandet (1997, documentário de TV)
- Fukssvansen (2001, coescrito com Håkan Lindhe)
- Drømmen (2006, coescrito com Steen Bille)
- To verdener (2008, coescrito com Steen Bille)

### Produtor
- Unforgettable (2011, série)
- Under the Dome (2013, série)